# 陳廷會
陳廷會（1619年—1679年），字際叔，號雜客，錢塘人，明末清初文學家。

## 生平
萬曆四十七年（1619年）生，六歲才能說話，九歲作《寇萊公枯竹生筍賦》，使人驚奇，明末諸生。明亡後，隱居不出。與陸圻、柴紹炳、沈謙、毛先舒、孫治、張綱孫、丁澎、虞黃昊、吳百朋等合稱西泠十子。康熙十八年（1679年）七月病卒。